# Senegal en los Juegos Paralímpicos de Tokio 2020
Senegal estuvo representado en los Juegos Paralímpicos de Tokio 2020 por tres deportistas, dos hombres y una mujer. El equipo paralímpico senegalés no obtuvo ninguna medalla en estos Juegos.